# Blockade (Militär)
Eine Blockade ist ein strategisches Mittel in der Kriegsführung. Bei einer Blockade wird versucht, die Versorgung des Gegners mit Gütern aller Art (vor allem Waffen und Lebensmittel) zu unterbinden, um den Gegner so zu schwächen, dass er zur Kapitulation gezwungen ist oder seine Stellung mit militärischen Mitteln eingenommen werden kann.
Historisch bedeutsame Blockaden waren
- die französische Kontinentalsperre gegen Großbritannien und die britische Seeblockade während der napoleonischen Kriege
- die Blockade der Konföderierten durch die Nordstaaten während des Sezessionskrieges
- die Blockade Großbritanniens durch Deutschland und die britische Seeblockade während des Ersten Weltkrieges[1]
- die Atlantikschlacht im Zweiten Weltkrieg
- die Leningrader Blockade 1941–1944 durch deutsche Truppen
- die US-Blockade Japans während des Zweiten Weltkrieges
- die Berlin-Blockade (Land- und Schifffahrtswege nach West-Berlin, 1948–1949; siehe Berliner Luftbrücke).
- die Seeblockade Kubas während der Kubakrise, von der Kennedy-Regierung euphemistisch als Quarantäne bezeichnet
- kurz vor dem Sechstagekrieg sperrte der ägyptische Präsident Nasser die Straße von Tiran für die israelische Schifffahrt.
- die ägyptisch-israelische Blockade des Gazastreifens seit der Machtergreifung der Terrororganisation Hamas im Juni 2007[2][3]